# Grim & Evil
Grim & Evil (Diabólico e Sinistro no Brasil)  é uma série de desenho animado estadunidense produzida e exibida pelo Cartoon Network e criada por Maxwell Atoms.
A série era a combinação de dois desenhos do mesmo criador: As Terríveis Aventuras de Billy e Mandy e Mal Encarnado. Cada episódio de Mal Encarnado era transmitido entre dois de Billy e Mandy.
O desenho estreou em 2001 e teve somente 13 episódios. Em 2003 cada um dos desenhos ganhou uma série independente de meia-hora, sendo que Mal Encarnado foi cancelado na primeira temporada com apenas 15 episódios, enquanto Billy e Mandy conseguiu ser renovado até a sétima temporada, com 78 episódios no total e com mais dois filmes e quatro especiais.

## Desenhos da série

### As Terríveis Aventuras de Billy e Mandy
A historia do desenho se inicia quando Puro-Osso entra na casa de Billy para ceifar a alma de seu hamster, mas Mandy não deixa, e desafia Puro-Osso a um jogo de limbo, se Billy e Mandy ganhasse, eles ficariam com o hamster e Puro-Osso seria amigo deles para sempre, se Puro-Osso ganhasse ficaria com o hamster.
Billy e Mandy vencem o desafio no Reino do Limbo contra o representante da morte, Puro Osso. Então, o desenho trata de acontecimentos estranhos e sinistros, como que diários, da relação de Puro-Osso e Billy e Mandy.

### Mal Encarnado
O desenho conta a história do maligno milionário Heitor Ado, que sempre teve como maior objetivo de conquistar o mundo. Heitor teve seu corpo destruído em uma explosão causada pelo seu arquiinimigo Comando Baca e apenas restou-lhe seu cérebro e estômago. O cérebro e a vida de Heitor foram salvos graças a um recipiente inventada por sua fiel cientista, Dra. Ruína Balística, que consiste em manter vivos cérebros humanos dentro de uma espécie de aquário com um líquido especial.
Desde então, usando como corpo o urso Bosco, Hector continua incansavelmente a criar planos "atrapalhados" para a conquista mundial, com a ajuda de um numeroso exército de soldados comandados pelo General Cicatriz.

## Exibição pelo SBT
Por alguma razão desconhecida, o SBT transmitiu a série como sendo direcionada à adultos, no horário noturno. Na maioria das vezes, como "tapa-buraco" nos fins de noite. Nesta exibição, a série recebia a classificação 12 anos.